# Ojo de Agua de Bucio
Ojo de Agua de Bucio es una localidad del estado mexicano de Michoacán. Es parte del municipio de Zinapécuaro.

## Demografía
| Gráfica de evolución demográfica |
|                                  |

| Censo | Población |
| ----- | --------- |
| 1921  | 99        |
| 1930  | 175       |
| 1940  | 100       |
| 1950  | 417       |
| 1960  | 557       |
| 1970  | 652       |
| 1980  | 872       |
| 1990  | 1355      |
| 2000  | 1389      |
| 2010  | 1264      |
| 2020  | 1360      |